# Srpska nogometna liga 1950.
Srpska nogometna liga je bila liga četvrtog stupnja nogometnog prvenstva Jugoslavije u sezoni 1950. 
 Sudjelovalo je 14 klubova s cijelog područja NR Srbije, a prvak je bio "Radnički" iz Obrenovca, koji se nije uspio plasirati u 2. saveznu ligu. 

## Ljestvica
| mj. | klub                     | ut. | pob. | ner. | por. | gol+ | gol- | bod |
| --- | ------------------------ | --- | ---- | ---- | ---- | ---- | ---- | --- |
| 1.  | Radnički Obrenovac       | 26  | 19   | 1    | 6    | 79   | 30   | 39  |
| 2.  | Sloga Rankovićevo        | 26  | 18   | 3    | 5    | 68   | 33   | 39  |
| 3.  | Jedinstvo Zemun          | 26  | 16   | 6    | 4    | 54   | 26   | 38  |
| 4.  | Dubočica Leskovac        | 26  | 13   | 5    | 8    | 45   | 35   | 31  |
| 5.  | Radnički Niš             | 26  | 11   | 4    | 11   | 42   | 45   | 26  |
| 6.  | 6. oktobar Kikinda       | 26  | 11   | 3    | 12   | 56   | 53   | 25  |
| 7.  | Radnički Kragujevac      | 26  | 12   | 1    | 13   | 50   | 46   | 25  |
| 8.  | Milicionar Beograd       | 26  | 9    | 7    | 9    | 36   | 42   | 24  |
| 9.  | Borac Čačak              | 26  | 10   | 3    | 13   | 40   | 43   | 23  |
| 10. | Dinamo Zaječar           | 26  | 9    | 4    | 13   | 40   | 53   | 22  |
| 11. | Srem Srijemska Mitrovica | 26  | 9    | 4    | 13   | 41   | 57   | 22  |
| 12. | Slavija Beograd          | 26  | 8    | 5    | 13   | 36   | 45   | 21  |
| 13. | Jedinstvo Priština       | 26  | 8    | 3    | 15   | 36   | 69   | 19  |
| 14. | Beograd                  | 26  | 2    | 4    | 20   | 17   | 63   | 8   |

- Rankovićevo – tadašnji naziv za Kraljevo
- Zemun – danas dio naselja Beograd
- "Radnički" iz Obrenovca se nije uspio plasirati u 2. saveznu ligu
- "Dinamo" iz Zaječara po završetku sezone promijenio ime u "Timok".

## Rezultatska križaljka
| kratica | klub                     | 6OKT | BEO | BOR | DIN | DUB | JEDP | JEDZ | MIL | RADK | RADN | RADO | SLA | SLO | SREM |
| --- | ------------------------ | ---- | --- | --- | --- | --- | ---- | ---- | --- | ---- | ---- | ---- | --- | --- | ---- |
| 6OKT | 6. oktobar Kikinda       |      |     |     |     |     |      |      |     |      |      |      |     |     |      |
| BEO | Beograd                  |      |     |     |     |     |      |      |     |      |      |      |     |     |      |
| BOR | Borac Čačak              |      |     |     |     |     |      |      |     |      |      |      |     |     |      |
| DIN | Dinamo Zaječar           |      |     |     |     |     |      |      |     |      |      |      |     |     |      |
| DUB | Dubočica Leskovac        |      |     |     |     |     |      |      |     |      |      |      |     |     |      |
| JEDP | Jedinstvo Priština       |      |     |     |     |     |      |      |     |      |      |      |     |     |      |
| JEDZ | Jedinstvo Zemun          |      |     |     |     |     |      |      |     |      |      |      |     |     |      |
| MIL | Milicionar Beograd       |      |     |     |     |     |      |      |     |      |      |      |     |     |      |
| RADK | Radnički Kragujevac      |      |     |     |     |     |      |      |     |      |      |      |     |     |      |
| RADN | Radnički Niš             |      |     |     |     |     |      |      |     |      |      |      |     |     |      |
| RADO | Radnički Obrenovac       |      |     |     |     |     |      |      |     |      |      |      |     |     |      |
| SLA | Slavija Beograd          |      |     |     |     |     |      |      |     |      |      |      |     |     |      |
| SLO | Sloga Rankovićevo        |      |     |     |     |     |      |      |     |      |      |      |     |     |      |
| SREM | Srem Srijemska Mitrovica |      |     |     |     |     |      |      |     |      |      |      |     |     |      |
| |                          |      |     |     |     |     |      |      |     |      |      |      |     |     |      |
| podebljan rezultat - utakmice od 1. do 13. kola (1. utakmica između klubova) rezultat normalne debljine - utakmice od 14. do 26. kola (2. utakmica između klubova) rezultat nakošen - nije vidljiv redoslijed odigravanja međusobnih utakmica iz dostupnih izvora rezultat nakošen i smanjen * - iz dostupnih izvora nije uočljiv domaćin susreta prekrižen rezultat - poništena ili brisana utakmica p - utakmica prekinuta 3:0 p.f. / 0:3 p.f. - rezultat 3:0 bez borbe n.i. - nije igrano |                          |      |     |     |     |     |      |      |     |      |      |      |     |     |      |

 Izvori: 

### Kvalifikacije za ulazak u ligu
Ljestvica
| mj. | klub              | ut. | pob. | ner. | por. | gol+ | gol- | bod |
| --- | ----------------- | --- | ---- | ---- | ---- | ---- | ---- | --- |
| 1.  | Budućnost Valjevo | 6   | 5    | 0    | 1    | 18   | 5    | 10  |
| 2.  | Radnik Paraćin    | 6   | 3    | 0    | 3    | 9    | 10   | 6   |
| 3.  | Železničar Niš    | 6   | 2    | 0    | 4    | 7    | 16   | 4   |
| 4.  | Rakovica Beograd  | 6   | 2    | 0    | 4    | 8    | 11   | 4   |

- "Budućnost" iz Valjeva i "Radnik" iz Paraćina se plasirali u "Srpsku ligu"
- "Radnik" iz Paraćina po završetku sezone promijenio ime u "Jedinstvo".

Rezultatska križaljka
| kratica | klub              | BUD | RAD | RAK | ŽEL |
| --- | ----------------- | --- | --- | --- | --- |
| BUD | Budućnost Valjevo |     |     |     |     |
| RAD | Radnik Paraćin    |     |     |     |     |
| RAK | Rakovica Beograd  |     |     |     |     |
| ŽEL | Železničar Niš    |     |     |     |     |
| |                   |     |     |     |     |
| podebljan rezultat - utakmice od 1. do 3. kola (1. utakmica između klubova) rezultat normalne debljine - utakmice od 4. do 6. kola (2. utakmica između klubova) rezultat nakošen - nije vidljiv redoslijed odigravanja međusobnih utakmica iz dostupnih izvora rezultat nakošen i smanjen * - iz dostupnih izvora nije uočljiv domaćin susreta prekrižen rezultat - poništena ili brisana utakmica p - utakmica prekinuta 3:0 p.f. / 0:3 p.f. - rezultat 3:0 bez borbe n.i. - nije igrano |                   |     |     |     |     |

 Izvori: 

## Unutrašnje poveznice
- Treća savezna liga 1950.
- Vojvođanska liga 1950.